# ワキアカトウヒチョウ

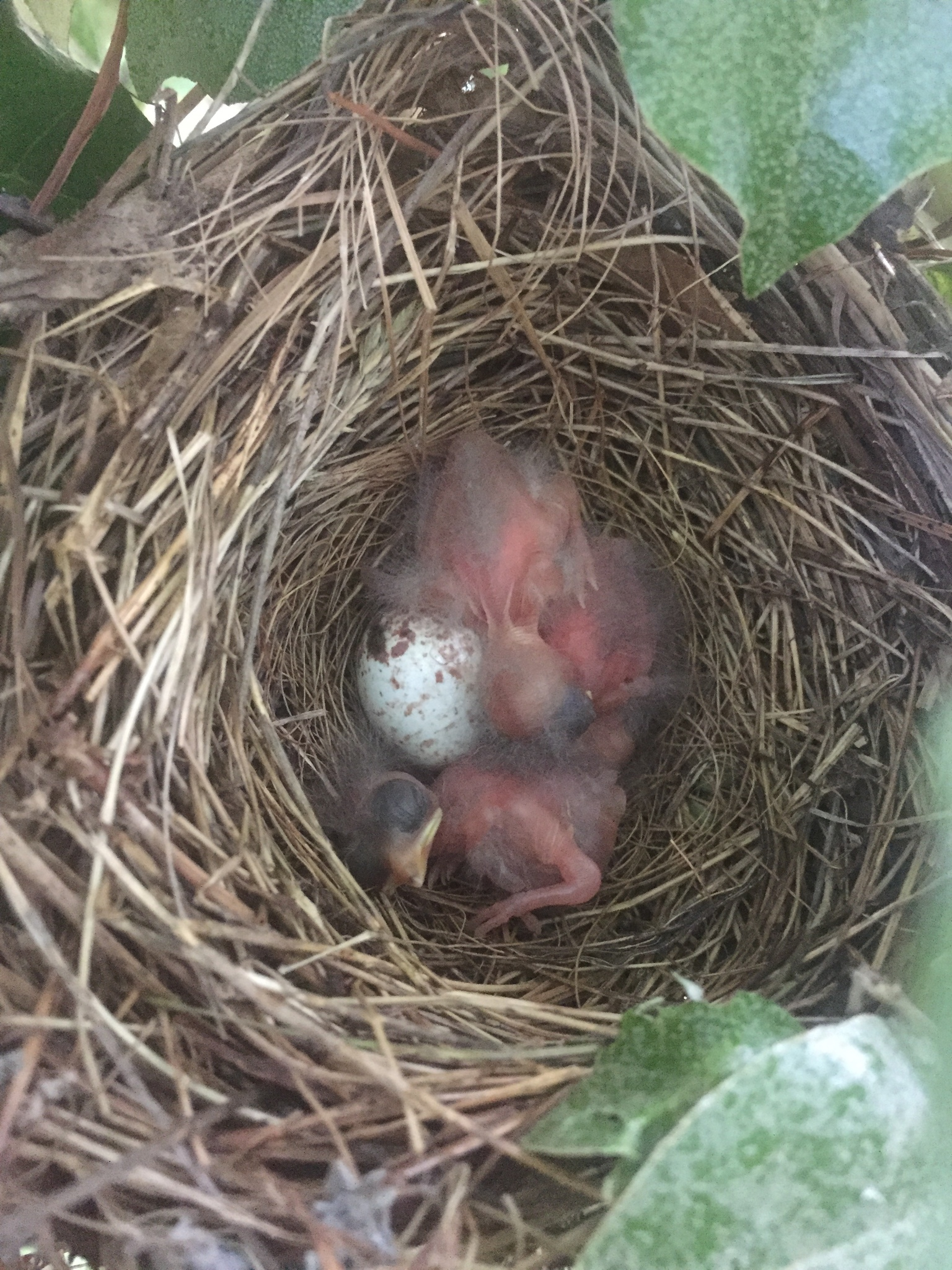
ノースカロライナ州の孵化したばかりの巣

ワキアカトウヒチョウ（学名：Pipilo erythrophthalmus）は、スズメ目ホオジロ科に分類される鳥類の一種。

## 分布
カナダ南西部、アメリカ合衆国からバハカリフォルニアにかけて生息。

## 形態
体長約22cm。

## 生態
地上性の鳥であり、おもに低木林や疎林の外縁部に生息する。
食性は雑食性で、雑草の種子や漿果、昆虫などを食べる。